# Robert Webber
Robert L. Webber (Santa Ana, 14 de octubre de 1924 - Malibú, 19 de mayo de 1989) fue un actor estadounidense. Apareció en docenas de películas y series de televisión. Su papel más recordado es el del jurado n.º 12 en la clásica película 12 Angry Man de 1957.

## Primeros años de vida
Webber nació en la ciudad de Santa Ana (California), hijo de Alice y Robert Webber ―quien era un marino mercante―.
Tomó parte en la Segunda Guerra Mundial (1939-1945) en la infantería de marina, sirviendo en Guam y Okinawa.

## Carrera
Webber tuvo una carrera de 40 años como actor de carácter, durante la cual se presentó como miembro del jurado n.º 12 en Doce hombres en pugna (1957), como el letrista gay de Dudley Moore en la película 10 (1979) y como el padre de Cybill Shepherd en la exitosa serie Luz de luna. 
Otros trabajos notables fueron en las películas The Sandpiper, en la que interpretó un papel secundario como examante de Elizabeth Taylor, opuesto a Richard Burton; La monja y el sargento, en la que interpretó el papel principal; Doce del patíbulo, donde representó a un general al que no le gustaba el personaje interpretado por Lee Marvin; uno de los muchos maleantes con los que tropieza Paul Newman en la saga Harper; un asesino a sueldo en Quiero la cabeza de Alfredo García (de Sam Peckinpah); y un asesino en la parodia de película de espionaje, Los invasores (de Dean Martin).

## Vida personal
El 1 de octubre de 1953, Webber se casó con la actriz y modelo Miranda Sammy Jones. Se divorciaron en julio de 1958.
El 23 de abril de 1972 se casó con Del Mertens.
El 19 de mayo de 1989 murió de ELA (esclerosis lateral amiotrófica), a los 64 años, en Malibú (California). Le sobrevivió su segunda esposa, Del Mertens.

## Filmografía
- 1950: Highway 301, como William B. Phillips
- 1957: 12 Angry Men, como el jurado n.º 12
- 1962: The Nun and the Sergeant, como el sargento McGrath
- 1963: The Stripper, como Ricky Powers
- 1965: Hysteria, como Chris Smith
- 1965: The Sandpiper, como Ward Hendricks
- 1965: The Third Day, como Dom Guardiano
- 1966: Los silenciadores, como Sam Gunther
- 1966: Harper, como Dwight Troy
- 1966: Tecnica di un omicidio, como Clint Harris
- 1966: Hired Killer
- 1966: Dead Heat on a Merry-Go-Round, como Milo Stewart
- 1967: Qualcuno ha tradito, como Tony Costa
- 1967: Doce del patíbulo, como el general Denton
- 1967: Don't Make Waves, como Rod Prescott
- 1968: Manon 70, como Ravaggi
- 1969: The Big Bounce, como Bob Rodgers
- 1970: The Great White Hope, como Dixon
- 1971: Macédoine, como Sandeberg
- 1971: Dólares, como abogado
- 1974: Bring Me the Head of Alfredo Garcia, como Sappensly
- 1975: Piedone a Hong Kong, como Sam Accardo
- 1975: Soldat Duroc, ça va être ta fête, como el sargento John Lewis
- 1976: La batalla de Midway, como el contralmirante Frank Jack Fletcher
- 1976: Squadra antifurto, como el Sr. Duglas
- 1977: Passi di morte perduti nel buio, como el inspector
- 1977: The accuser o L’Imprécateur, como el marco estadounidense
- 1977: Madame Claude, como Howard
- 1977: The Choirboys, como el policía Chief Riggs
- 1978: Casey's Shadow, como Mike Marsh
- 1978: Revenge of the Pink Panther, como Phillip Douvier
- 1979: Gardenia, como Caruso
- 1979: 10, como Hugh
- 1979: Courage fuyons, como Charley
- 1980: Tous vedettes, como Harrt
- 1980: Private Benjamin, como el coronel Clay Thornbush
- 1980: Sunday Lovers, como Henry Morrison
- 1981: S.O.B., como Ben Coogan
- 1982: Wrong Is Right, como Harvey
- 1982: Who Dares Wins, como el general Ira Potter
- 1985: Wild Geese II, como Robert McCann
- 1987: Nuts, como Francis MacMillan

### Radio y televisión
- 1950: Starlight Theatre
- 1951-1952: Out There, como el capitán Bill Hurley
- 1952: Tales of Tomorrow
- 1952: Westinghouse Studio One, como Skeets
- 1953: Eye Witness
- 1953: Three Steps to Heaven, como Chip Morrison
- 1954: Suspense, como James Forsythe
- 1954: Robert Montgomery Presents
- 1955-1957: Kraft Television Theatre
- 1956: The Phil Silvers Show, como Ego
- 1958: Playhouse 90, como Malcolm Field
- 1959: The Rifleman, como Wes Carney
- 1959: Alcoa Presents: One Step Beyond, como Andrew Courtney
- 1959-1962: Alfred Hitchcock Presents, como Paul Brett, Harrison Fell, Edward Gibson
- 1960: Play of the Week
- 1961: Checkmate, como Miles Archer
- 1961: The Investigators, como Bert Crayne
- 1961: Thriller, como Arthur Henshaw
- 1961-1962: The Dick Powell Show, como el capitán John Wycliff
- 1962: The Paradine Case, como Andre Latour
- 1962: Stoney Burke, como Roy Hazelton
- 1962: Route 66, como Frank Bridenbaugh
- 1962-1963: The Defenders, como Douglas, MichaelHillyer, Father Phelps,
- 1963: Naked City, como Gordon Lanning
- 1963: The Greatest Show on Earth, como Rudy
- 1963: The Nurses, como Arthur Luskin
- 1963: Arrest and Trial, como George Morrison
- 1963: Bob Hope Presents the Chrysler Theatre, como Stuart Landsman
- 1963: Ben Casey, como Slim
- 1964: The Fugitive, como Harlan Guthrie
- 1964: Espionage, como Jack Hanley
- 1964: Brenner
- 1964: Mr. Broadway, como Hogan
- 1964: The Outer Limits, como Ikar
- 1964-1965: Kraft Suspense Theatre, como David Henderson, Robert Burke
- 1965: The Rogues, como Guy Gabriel
- 1968: The Name of the Game, como William McKendricks
- 1969: Journey to the Unknown, como sirviente
- 1969: Special Branch, como Mr. Snell
- 1969: The Bold Ones: The Lawyers, como Sam Rand
- 1970: The Movie Murderer, como Karel Kessler
- 1970: The Virginian, como Jackson Reed
- 1970: San Francisco International Airport
- 1970: Hauser's Memory, como Dorsey
- 1971: The Young Lawyers, como el sargento Fielder
- 1971: Mannix, como Tom Carlson
- 1971: The Rivals of Sherlock Holmes, como ministro de fe
- 1971: Thief, como James Calendar
- 1971-1974: Cannon, como McMillan, Clay Spencer, Barney Shaw
- 1971-1975: McCloud, como Jack Faraday, Fritz August
- 1972: Cutter, como Meredith
- 1972: Banacek, como Jerry Brinkman
- 1972: Mission: Impossible, como Charles Rogan
- 1972: Love, American Style
- 1972: Banyon
- 1973: Search, como Matthew Linden
- 1973: Hawkins, como Carl Vincent
- 1973: Hawkins on Murder, como Carl Vincent
- 1973: Griff, como Alan Gilbert
- 1973: Double Indemnity, como Edward Norton
- 1973: The Magician, como Zellman
- 1973: Tenafly, como Kent
- 1973: Kojak, como David Lawrence
- 1973-1974: Ironside, como Del Hogan, Burton
- 1974: Murder or Mercy, como el Dr. Eric Stoneman
- 1974: The Manhunter
- 1974: The Streets of San Francisco, como Al Cooper
- 1975: Death Stalk, como Hugh Webster
- 1975: Switch, como Paul Sinclair
- 1975: S.W.A.T., como McVea, Mike Simon
- 1975: Police Woman, como Julian Lord
- 1975-1978: Barnaby Jones, como Maxwell Strager, Gene Gates
- 1975-1979: The Rockford Files, como el senador Evan Murdock, Bob Coleman, Roman Clementi, Harold Jack Coombs
- 1977: McMillan & Wife, como Charles Meridio
- 1977: Harold Robbins' 79 Park Avenue, como John Hackwon DeWitt
- 1977-1979: Quincy, M.E., como el Dr. John Franklin
- 1978: The Young Runaways, como Fred Lockhart
- 1978: Disney anthology television series, como Fred Lockhart
- 1978: Kaz
- 1979: The Streets of L.A., como Ralph Salkin
- 1980: Tenspeed and Brown Shoe, como LaCrosse
- 1981: The Two Lives of Carol Letner, como Ed Leemans
- 1981: Darkroom, como Greg Conway
- 1982: Bret Maverick, como Everest Sinclair
- 1982: Not Just Another Affair, como el profesor Wally Dawson
- 1982: Don't Go to Sleep, como el Dr. Cole
- 1983: Starflight: The Plane That Couldn't Land, como Felix Duncan
- 1983: Shooting Stars, como Woodrow Norton
- 1984: Getting Physical, como Hugh Gibley
- 1984: No Man's Land, como Will Blackfield
- 1984: Cover Up, como Mason Carter
- 1985: Half Nelson
- 1985: In Like Flynn, como el coronel Harper
- 1986: Assassin, como Calvin Lantz
- 1986-1988: Moonlighting, como Alexander Hayes
- 1987: The Ladies, como Jerry
- 1988: Something Is Out There, como el comisionado Estabrook